# 里見常吉
里見常吉（さとみ じょうきち、1942年 - ）は日本の経済学者。専門は経済学、産業組織論。明治大学名誉教授。

## 人物
1942年、東京府生まれ。1965年3月、明治大学商学部商学科卒業。1968年3月、明治大学大学院政治経済学研究科経済学専攻修士課程修了、経済学修士。1971年3月、明治大学大学院政治経済学研究科経済学専攻博士課程単位取得満期退学。明治大学政治経済学部専任講師、助教授を経て、明治大学政治経済学部教授。2013年3月31日、定年退職。同年、明治大学名誉教授。
担当科目は経済学、産業組織論。

## 著書
- 『経済学要論』、里見常吉、中央経済社、1985年4月発行
- 『経済学基礎理論』、島田千秋、里見常吉、中央経済社、1996年発行

## 訳書
- ハーシュ『都市化の経済学』(共訳)、マグロウヒル好学社、1979年発行